# Nicole Hosp
Nicole Hosp (ur. 6 listopada 1983 w Ehenbichl) – austriacka narciarka alpejska, trzykrotna medalistka olimpijska, wielokrotna medalistka mistrzostw świata, brązowa medalistka mistrzostw świata juniorów oraz zdobywczyni Pucharu Świata.

## Kariera
Po raz pierwszy na arenie międzynarodowej pojawiła się 8 stycznia 1999 roku w Ligist, gdzie w zawodach FIS Race zajęła 41. miejsce w gigancie. W 2001 roku wystartowała na mistrzostwach świata juniorów w Verbier, gdzie jej najlepszym wynikiem było szóste miejsce w kombinacji. Jedyny medal w tej kategorii wiekowej zdobyła na mistrzostwach świata juniorów w Tarvisio, gdzie zajęła trzecie miejsce w zjeździe. Na tej samej imprezie była też między innymi czwarta w slalomie, przegrywając walkę o medal z Sandrą Gini ze Szwajcarii.
W zawodach Pucharu Świata zadebiutowała 18 lutego 2001 roku w Garmisch-Partenkirchen, gdzie nie ukończyła pierwszego przejazdu w slalomie. Pierwsze pucharowe punkty zdobyła niecały rok później, 4 stycznia 2002 roku w Mariborze, gdzie zajęła 29. miejsce w gigancie. Pierwsze podium w zawodach tego cyklu wywalczyła 26 października 2002 roku w Sölden, zwyciężając w gigancie. W kolejnych sezonach jeszcze ponad 40 razy stawała na podium zawodów PŚ. Najlepsze wyniki osiągnęła w sezonie 2006/2007, kiedy zdobyła Kryształową Kulę za zwycięstwo w klasyfikacji generalnej. W tym samym sezonie była też najlepsza w klasyfikacji giganta, druga w klasyfikacjach slalomu i supergiganta oraz trzecia w kombinacji. W klasyfikacji generalnej była ponadto druga w sezonie 2007/2008 i czwarta w sezonie 2005/2006. Ponadto była też druga w klasyfikacji slalomu w sezonie 2007/2008 i superkombinacji w sezonie 2012/2013 oraz trzecia w superkombinacji w sezonie 2011/2012.
W 2003 roku wystartowała na mistrzostwach świata w Sankt Moritz, od razu zdobywając dwa medale. W kombinacji zdobyła srebrny medal, rozdzielając na podium Janicę Kostelić z Chorwacji oraz Szwajcarkę Marlies Oester. Ponadto w slalomie zajęła trzecie miejsce, przegrywając jedynie z Kostelić i swą rodaczką, Marlies Schild. Z rozgrywanych dwa lata później mistrzostw świata w Bormio wróciła bez medalu, jednak na igrzyskach olimpijskich w Turynie w 2006 roku wywalczyła srebro w slalomie. W zawodach tych wyprzedziła ją Anja Pärson ze Szwecji, a trzecie miejsce zajęła Marlies Schild. na tych samych igrzyskach była piąta w kombinacji i czwarta w gigancie, przegrywając walkę o podium z Anną Ottosson ze Szwecji. Kolejne dwa medale zdobyła podczas mistrzostw świata w Åre w 2007 roku, gdzie zwyciężyła w gigancie, a w zjeździe była trzecia. Na mistrzostwach świata w Val d’Isère w 2009 roku i mistrzostwach świata w Ga-Pa w 2011 roku nie stawała na podium, a na rozgrywanych w międzyczasie igrzyskach w Vancouver nie wystąpiła, bowiem zerwała więzadło krzyżowe przednie w prawym kolanie. Kolejne trofea zdobyła podczas mistrzostw świata w Schladming w 2013 roku, gdzie wspólnie z kolegami z reprezentacji zwyciężyła w zawodach drużynowych, a indywidualnie była trzecia w superkombinacji. Brała również udział w igrzyskach olimpijskich w Soczi w 2014 roku, gdzie była druga za niemką Marią Höfl-Riesch. na tych samych igrzyskach zdobyła brązowy medal w supergigancie, ulegając tylko swej rodaczce Annie Fenninger i Marii Höfl-Riesch.

## Osiągnięcia

### Igrzyska olimpijskie
| Miejsce | Dzień     | Rok  | Miejscowość     | Konkurencja     | Czas biegu | Strata | Zwyciężczyni              |
| ------- | --------- | ---- | --------------- | --------------- | ---------- | ------ | ------------------------- |
| 5.      | 18 lutego | 2006 | Sestriere       | Kombinacja      | 2:51,08    | +2,13  | Janica Kostelić           |
| 2.      | 22 lutego | 2006 | Sestriere       | Slalom          | 1:29,04    | +0,29  | Anja Pärson               |
| 4.      | 24 lutego | 2006 | Sestriere       | Gigant          | 2:09,19    | +1,47  | Julia Mancuso             |
| 2.      | 10 lutego | 2014 | Krasnaja Polana | Superkombinacja | 2:34,62    | +0,40  | Maria Höfl-Riesch         |
| 9.      | 12 lutego | 2014 | Krasnaja Polana | Zjazd           | 1:41,57    | +1,05  | Dominique Gisin Tina Maze |
| 3.      | 15 lutego | 2014 | Krasnaja Polana | Supergigant     | 1:25,52    | +0,66  | Anna Fenninger            |

### Mistrzostwa świata
| Miejsce | Dzień     | Rok  | Miejscowość       | Konkurencja     | Czas biegu | Strata | Zwyciężczyni      |
| ------- | --------- | ---- | ----------------- | --------------- | ---------- | ------ | ----------------- |
| 2.      | 13 lutego | 2003 | Sankt Moritz      | Kombinacja      | 2:41,63    | +0,06  | Janica Kostelić   |
| DNF2    | 13 lutego | 2003 | Sankt Moritz      | Gigant          | 2:30,97    | -      | Anja Pärson       |
| 3.      | 15 lutego | 2003 | Sankt Moritz      | Slalom          | 1:39,55    | +0,91  | Janica Kostelić   |
| 5.      | 8 lutego  | 2005 | Santa Caterina    | Gigant          | 2:13,63    | +0,75  | Anja Pärson       |
| DNF2    | 11 lutego | 2005 | Santa Caterina    | Slalom          | 1:47,98    | -      | Janica Kostelić   |
| 4.      | 6 lutego  | 2007 | Åre               | Supergigant     | 1:18,85    | +0,59  | Anja Pärson       |
| 6.      | 9 lutego  | 2007 | Åre               | Superkombinacja | 1:57,69    | +2,22  | Anja Pärson       |
| 3.      | 11 lutego | 2007 | Åre               | Zjazd           | 1:26,89    | +0,48  | Anja Pärson       |
| 1.      | 13 lutego | 2007 | Åre               | Gigant          | 2:31,72    | -      | -                 |
| 17.     | 16 lutego | 2007 | Åre               | Slalom          | 1:43,91    | +2,78  | Šárka Záhrobská   |
| 23.     | 12 lutego | 2009 | Val d’Isère       | Gigant          | 2:03,49    | +4,14  | Kathrin Hölzl     |
| 12.     | 8 lutego  | 2011 | Ga-Pa             | Supergigant     | 1:23,82    | +1,43  | Elisabeth Görgl   |
| 12.     | 11 lutego | 2011 | Ga-Pa             | Superkombinacja | 2:43,23    | +2,38  | Anna Fenninger    |
| 18.     | 17 lutego | 2011 | Ga-Pa             | Slalom          | 1:45,79    | +3,67  | Marlies Schild    |
| 3.      | 8 lutego  | 2013 | Schladming        | Superkombinacja | 2:39,92    | +1,00  | Maria Höfl-Riesch |
| 1.      | 12 lutego | 2013 | Schladming        | Drużynowo       | -          | -      | -                 |
| 15.     | 16 lutego | 2013 | Schladming        | Slalom          | 1:39,85    | +2,05  | Mikaela Shiffrin  |
| DNF     | 3 lutego  | 2015 | Vail/Beaver Creek | Supergigant     | 1:10,29    | -      | Anna Fenninger    |
| 2.      | 9 lutego  | 2015 | Vail/Beaver Creek | Superkombinacja | 2:33,37    | +0,22  | Tina Maze         |
| 1.      | 10 lutego | 2015 | Vail/Beaver Creek | Drużynowo       | -          | -      | -                 |
| DNF2    | 14 lutego | 2015 | Vail/Beaver Creek | Slalom          | 1:38,48    | -      | Mikaela Shiffrin  |

### Mistrzostwa świata juniorów
| Miejsce | Dzień     | Rok  | Miejscowość | Konkurencja | Czas biegu | Strata     | Zwyciężczyni         |
| ------- | --------- | ---- | ----------- | ----------- | ---------- | ---------- | -------------------- |
| 9.      | 6 lutego  | 2001 | Verbier     | Zjazd       | 1:33,56    | +1,38      | Astrid Vierthaler    |
| 10.     | 10 lutego | 2001 | Verbier     | Slalom      | 1:16,53    | +5,46      | Christine Sponring   |
| 25.     | 10 lutego | 2001 | Verbier     | Gigant      | 2:16,31    | +4,54      | Fränzi Aufdenblatten |
| 6.      | 10 lutego | 2001 | Verbier     | Kombinacja  | 68,33 pkt  | +20,50 pkt | Maria Riesch         |
| 3.      | 27 lutego | 2002 | Tarvisio    | Zjazd       | 1:29,81    | +0,75      | Julia Mancuso        |
| 14.     | 28 lutego | 2002 | Tarvisio    | Supergigant | 1:27,54    | +2,27      | Maria Riesch         |
| 4.      | 1 marca   | 2002 | Tarvisio    | Slalom      | 1:36,54    | +0,40      | Veronika Zuzulová    |
| DNF2    | 3 marca   | 2002 | Tarvisio    | Gigant      | 1:52,15    | -          | Julia Mancuso        |

### Puchar Świata

#### Miejsca w klasyfikacji generalnej
- sezon 2001/2002: 121.
- sezon 2002/2003: 10.
- sezon 2003/2004: 12.
- sezon 2004/2005: 14.
- sezon 2005/2006: 4.
- sezon 2006/2007: 1.
- sezon 2007/2008: 2.
- sezon 2008/2009: 14.
- sezon 2009/2010: -
- sezon 2010/2011: 15.
- sezon 2011/2012: 22.
- sezon 2012/2013: 16.
- sezon 2013/2014: 9.
- sezon 2014/2015: 5.

#### Zwycięstwa w zawodach
1. Sölden – 26 października 2002 (gigant)
2. Madonna di Campiglio – 17 grudnia 2003 (slalom)
3. Lienz – 27 grudnia 2003 (gigant)
4. Cortina d’Ampezzo – 29 stycznia 2006 (gigant)
5. Åre – 16 marca 2006 (supergigant)
6. Kranjska Gora – 6 stycznia 2007 (gigant)
7. Tarvisio – 2 marca 2007 (superkombinacja)
8. Lenzerheide – 17 marca 2007 (slalom)
9. Lenzerheide – 18 marca 2007 (gigant)
10. Aspen – 9 grudnia 2007 (slalom)
11. Maribor – 13 stycznia 2008 (slalom)
12. Aspen – 30 listopada 2014 (slalom)

#### Pozostałe miejsca na podium w zawodach
1. Sestriere – 15 grudnia 2002 (ko slalom) – 3. miejsce
2. Semmering – 28 grudnia 2002 (gigant) – 3. miejsce
3. Maribor – 25 stycznia 2003 (gigant) – 2. miejsce
4. Maribor – 26 stycznia 2003 (slalom) – 3. miejsce
5. Lillehammer – 16 marca 2003 (gigant) – 3. miejsce
6. Park City – 28 listopada 2003 (gigant) – 2. miejsce
7. Alta Badia – 13 grudnia 2003 (gigant) – 2. miejsce
8. Madonna di Campiglio – 16 grudnia 2003 (slalom) – 2. miejsce
9. Lienz – 28 grudnia 2003 (slalom) – 2. miejsce
10. Maribor – 25 stycznia 2004 (slalom) – 3. miejsce
11. Åre – 20 lutego 2005 (gigant) – 2. miejsce
12. Lenzerheide – 12 marca 2005 (slalom) – 3. miejsce
13. Lenzerheide – 13 marca 2005 (gigant) – 3. miejsce
14. Lienz – 28 grudnia 2005 (gigant) – 2. miejsce
15. Lienz – 29 grudnia 2005 (slalom) – 2. miejsce
16. Sankt Moritz – 20 stycznia 2006 (supergigant) – 3. miejsce
17. Hafjell – 5 marca 2006 (gigant) – 2. miejsce
18. Levi – 11 marca 2006 (slalom) – 3. miejsce
19. Åre – 18 marca 2006 (gigant) – 3. miejsce
20. Levi – 11 listopada 2006 (slalom) – 2. miejsce
21. Aspen – 26 listopada 2006 (slalom) – 2. miejsce
22. Reiteralm – 16 grudnia 2006 (supergigant) – 2. miejsce
23. Semmering – 28 grudnia 2006 (gigant) – 2. miejsce
24. Cortina d’Ampezzo – 19 stycznia 2007 (supergigant) – 2. miejsce
25. Sierra Nevada – 24 lutego 2007 (gigant) – 2. miejsce
26. Tarvisio – 4 marca 2007 (supergigant) – 2. miejsce
27. Zwiesel – 10 marca 2007 (gigant) – 2. miejsce
28. Reiteralm – 10 listopada 2007 (slalom) – 2. miejsce
29. Lienz – 29 grudnia 2007 (slalom) – 2. miejsce
30. Cortina d’Ampezzo – 20 stycznia 2008 (supergigant) – 3. miejsce
31. Ofterschwang – 26 stycznia 2008 (gigant) – 2. miejsce
32. Ofterschwang – 27 stycznia 2008 (slalom) – 3. miejsce
33. Aspen – 30 listopada 2008 (slalom) – 2. miejsce
34. La Molina – 13 grudnia 2008 (gigant) – 3. miejsce
35. Sankt Moritz – 19 grudnia 2008 (superkombinacja) – 2. miejsce
36. Ofterschwang – 7 marca 2009 (slalom) – 3. miejsce
37. Val d’Isère – 19 grudnia 2010 (superkombinacja) – 3. miejsce
38. Sankt Moritz – 27 stycznia 2012 (superkombinacja) – 3. miejsce
39. Sankt Moritz – 29 stycznia 2012 (superkombinacja) – 3. miejsce
40. Sankt Moritz – 7 grudnia 2012 (superkombinacja) – 2. miejsce
41. Méribel – 24 lutego 2013 (superkombinacja) – 2. miejsce
42. Beaver Creek – 30 listopada 2013 (supergigant) – 3. miejsce
43. Cortina d’Ampezzo – 23 stycznia 2014 (supergigant) – 3. miejsce
44. Sankt Moritz – 25 stycznia 2015 (supergigant) – 3. miejsce

- W sumie (12 zwycięstw, 24 drugie i 20 trzecich miejsc).